# 江北作戦
江北作戦（こうほくさくせん）は、日中戦争中の1941年（昭和16年）5月に湖北省で行われた、日本軍と中国軍の戦闘である。予南作戦に続く短切的な作戦として、華北の中原会戦に呼応した第11軍が実戦訓練を兼ねて計画した。

## 概要
1941年（昭和16年）2月、第11軍は麾下兵団に、夏秋に予定されている作戦（長沙作戦）で最大威力を発揮できるよう教育訓練を指示したが、これに対して第3師団は「訓練の目的を兼ねた作戦」を5月に実行する事を決定し、軍司令部に上申した。第11軍では、5月8日から北支那方面軍が山西省南部で実行を予定している中原会戦に策応するタイミングにも適しているとしてこの申し出を歓迎し、第3師団に戦車連隊を増加配属させることにした（4月21日）。
第3師団は当初、「鄂北作戦」と呼称して準備を進めていたが、4月23日に第11軍は「江北作戦」の呼称で実行することを決定し、作戦命令を下達した。
まず第3師団の一部が信陽北方で陽動した後、師団主力は5月6日応山から北西進し10日環潭鎮で包囲をおこなったが、第22集団軍は慣用している退避戦術に出て棗陽方向に退却した。5月8日、第4師団は安陸北側から、第39師団は荊門付近から、独立混成第18旅団は当陽北側からそれぞれ40〜50キロ前進して中国軍を駆逐、5月12日反転を開始して15日ごろ元の態勢に戻った。第3師団は、退却した第22集団軍を捕捉するために13日から追撃を開始し、15日棗陽を占領、17日棗陽南方約30キロ付近で第22集団軍に大打撃を与え、また21日には第55軍を撃破して翌22日に原駐地に帰還した。
中国軍は日本軍の反転とともに逐次追尾してきて作戦開始前と同様の状態に回復した。中国軍17個師と交戦した戦果は大きくなく、また作戦地域の距離が300〜400キロも隔てている中原会戦に影響を与えることも無かった。日本軍の損害は戦死115人、戦傷375人だった。

## 交戦兵力
日本軍
第11軍 - 軍司令官：阿南惟幾中将
- 第3師団 - 師団長：豊嶋房太郎中将　（戦車第7連隊主力、戦車第13連隊の一部、その他砲兵隊などを配属）
- 第4師団 - 師団長：北野憲造中将
- 第39師団 - 師団長：村上啓作中将
- 独立混成第18旅団 - 旅団長：堤不夾貴中将
- 第3飛行団の一部（直協1隊）

中国軍
第5戦区 - 司令長官：李宗仁
- 第22集団軍 - 総司令：孫震
- 第55軍など